# Simposio (Antigua Grecia)

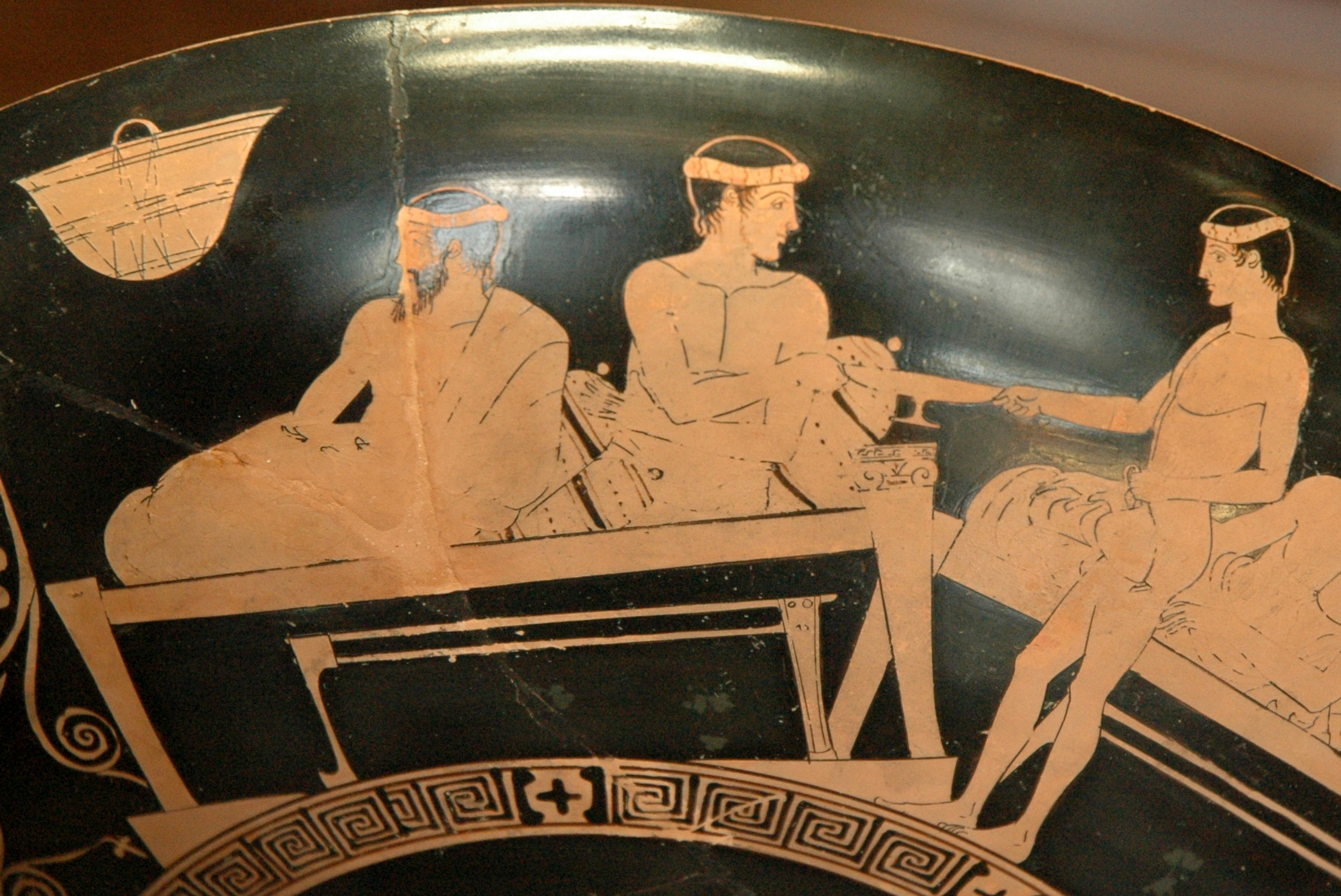
Cílica de cerámica ática de figuras rojas (ca. 460-450 a. C.): representación de un muchacho copero sirviendo vino en un banquete; lleva un enócoe en la mano derecha; y en la izquierda, precisamente una cílica.

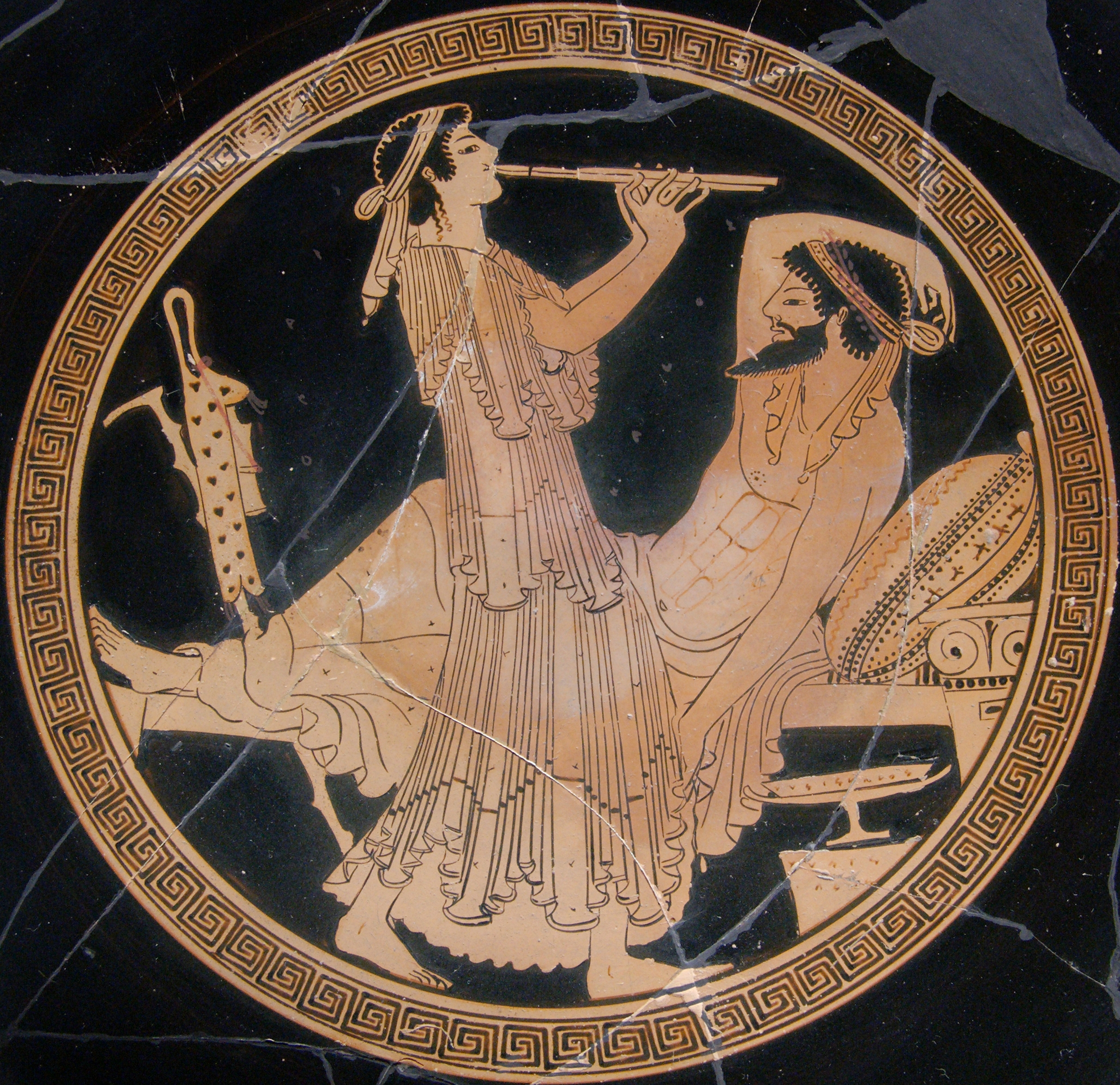
Tondo de una copa ática de cerámica de figuras rojas del Pintor de Colmar; ca. 480 a. C., de Vulci, y conservada en el Museo del Louvre.

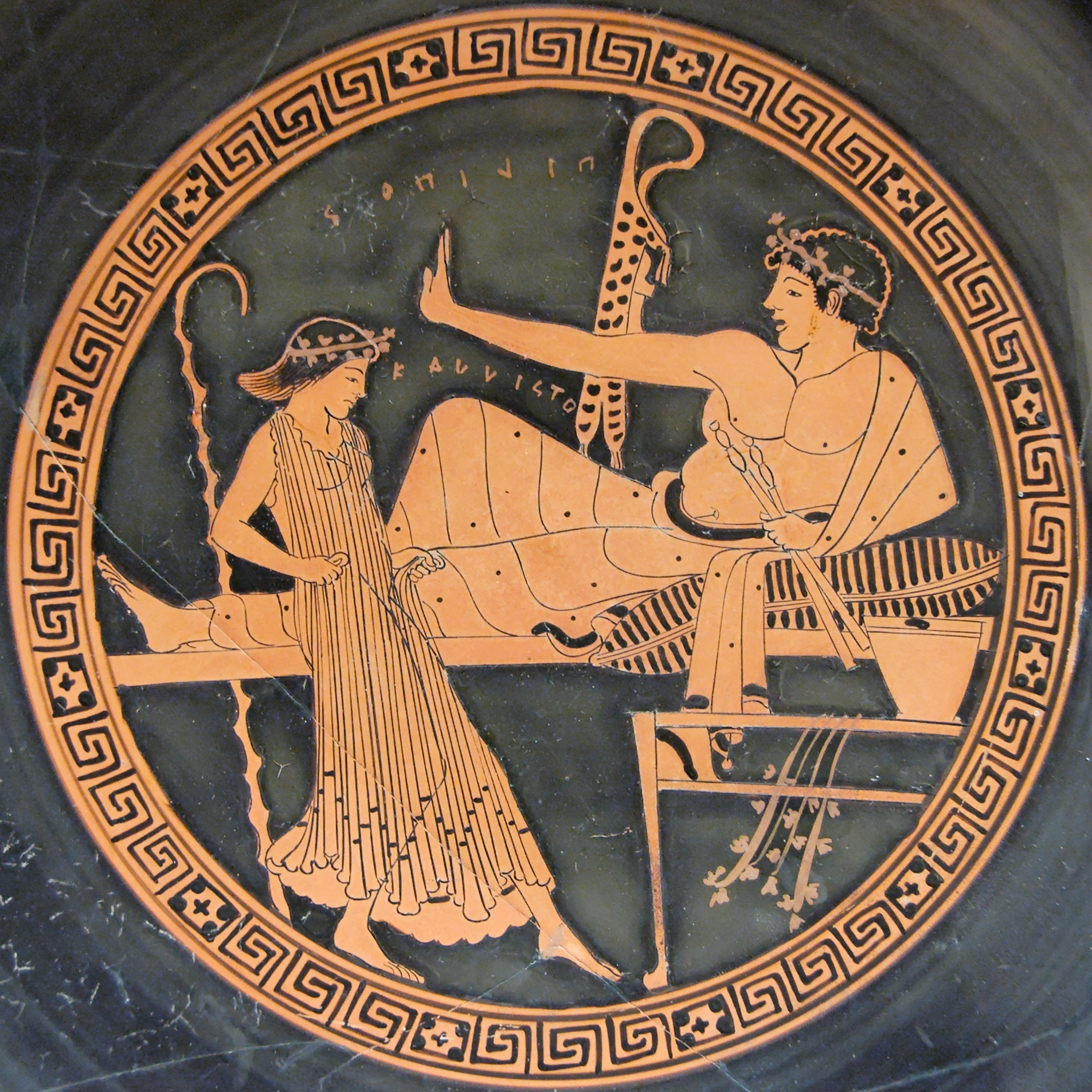
Interior de una cílica ática de figuras rojas del Pintor de Brigos (Museo Británico): prostituta (hetera) joven danzando delante de un convidado que tiene un aulós. Hay una inscripción, en parte sobre la mano del simposiasta y en parte bajo ella, que reza así:«PILIPOS KALLISTO» («Filipo es el más guapo»).

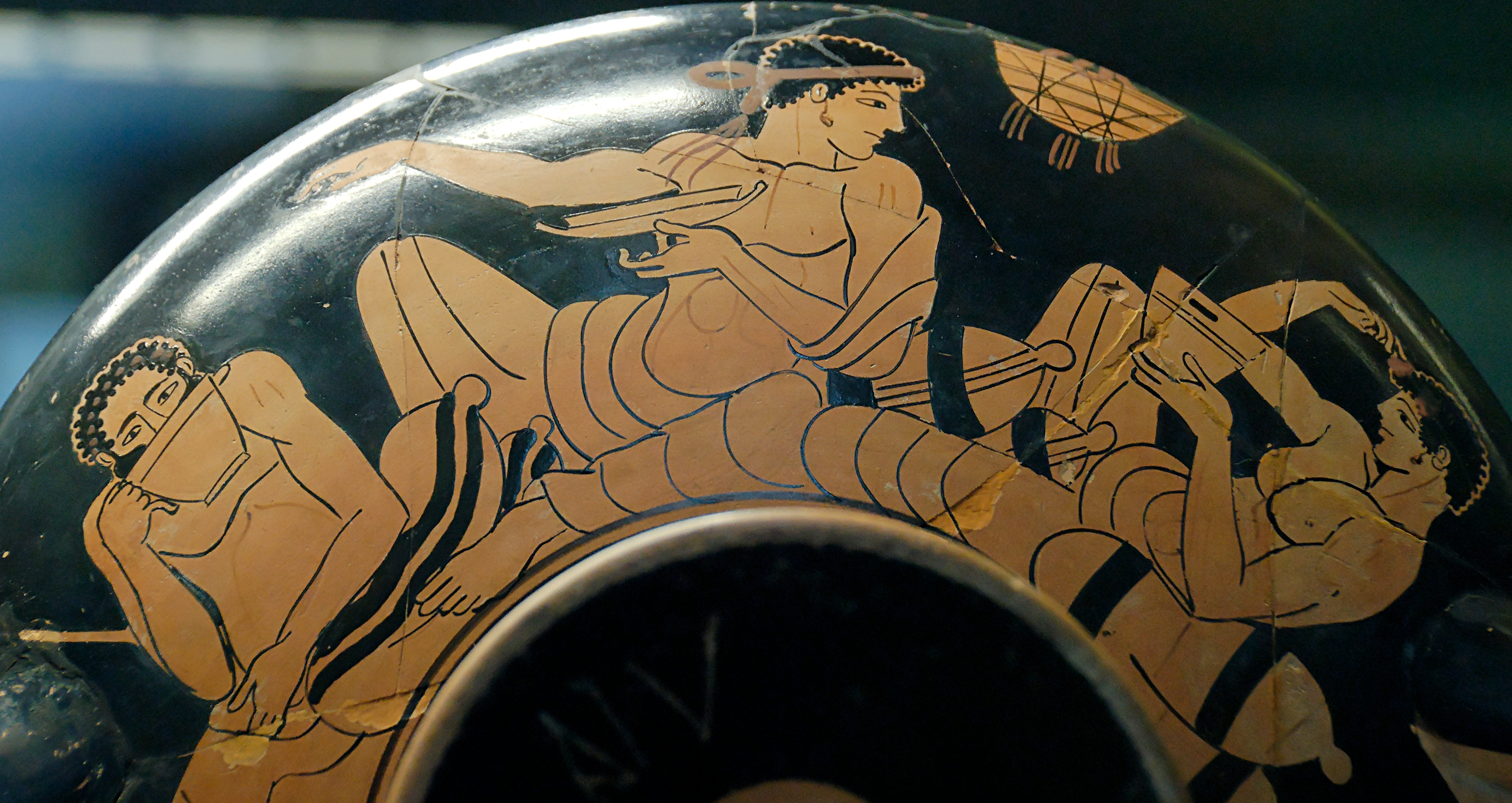
Medallón de una copa de cerámica ática de figuras rojas (ca. 490-480 a. C.): joven que sujeta una cílica y se halla entre otros dos que en su lugar tienen esquifos.

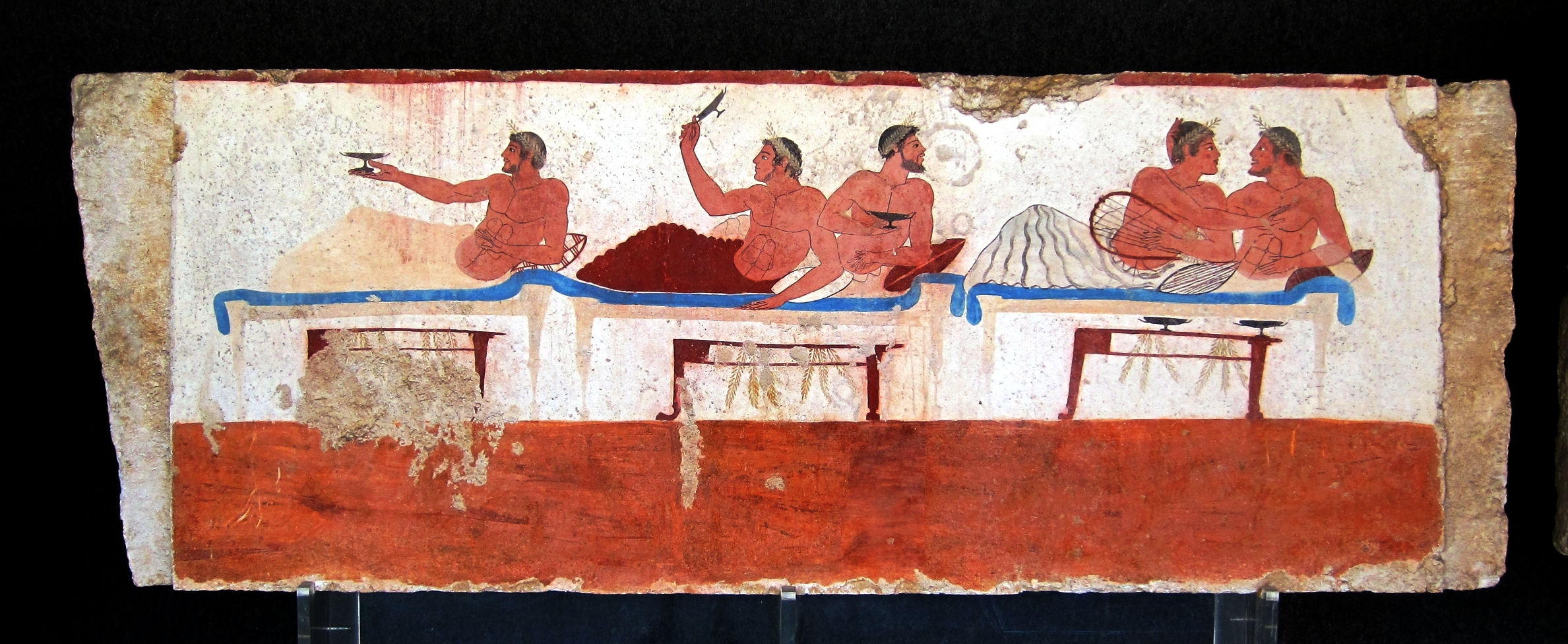
Escena de simposio en un fresco en la Tumba del nadador de la colonia griega de Paestum, Magna Grecia, 480–470 a. C.

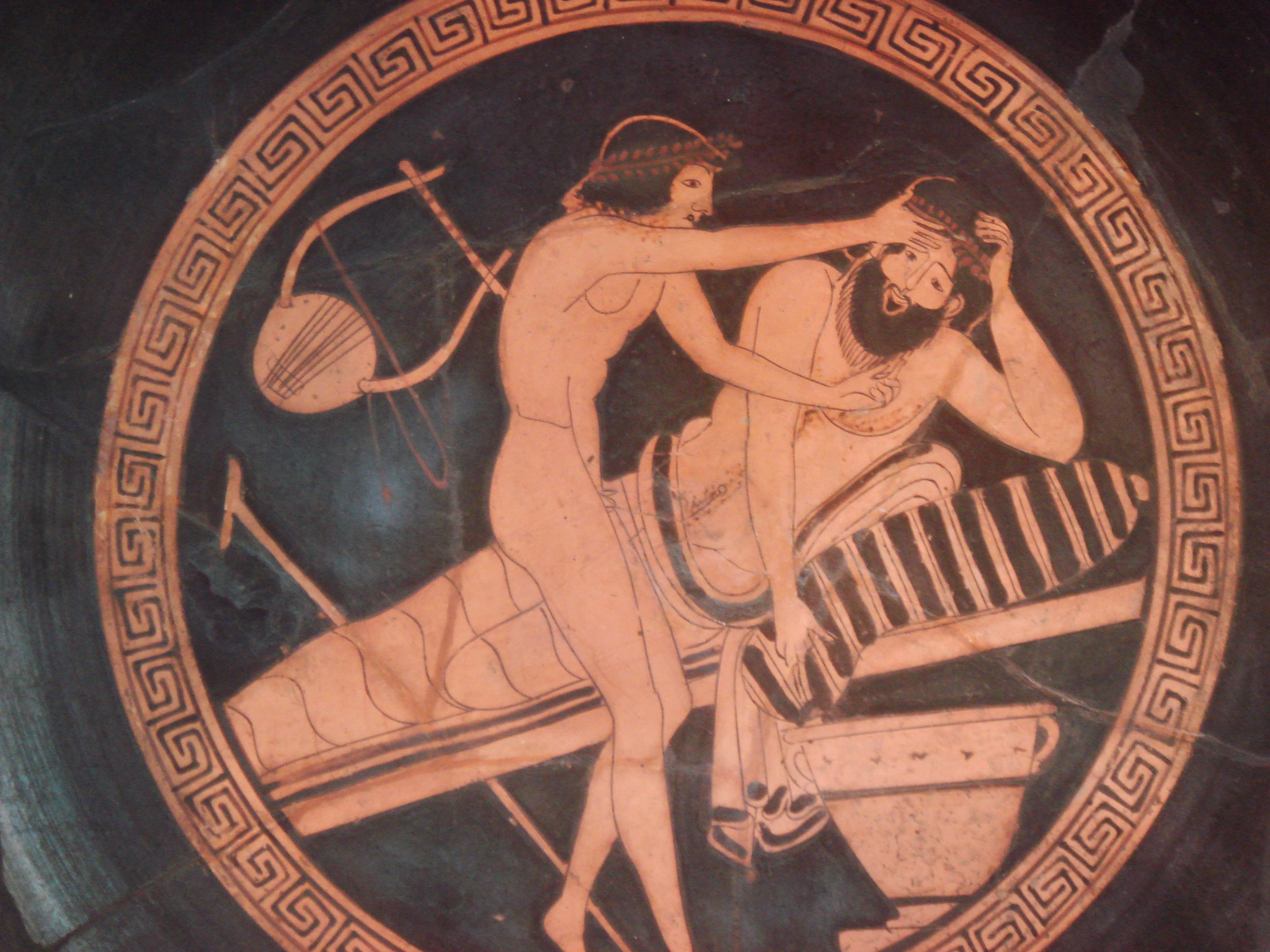
Esclavo atendiendo a un participante en un simposio que está vomitando.

El simposio (del griego clásico συμπόσιον, transliterado symposion o symposio; de συμπίνειν, sympínein, «beber juntos»), en la antigua Grecia, era la parte de un banquete, que tenía lugar después de la comida, cuando se celebraba una fiesta de bebida y durante la cual se mantenían diálogos, recitales o conversaciones intelectuales, mientras esclavos o sirvientes ejecutaban música y danza.
Los banquetes se celebraban con motivo de fiestas familiares, fiestas de la ciudad o cualquier otro acontecimiento digno de celebrarse: éxitos diversos, sobre todo en los concursos de los poetas o de los atletas, la llegada o la partida de un amigo.
Este rito era celebrado también por los fenicios y otros pueblos del mundo semítico noroccidental, que lo llamaban «marzeaḥ». El ugarítico, el hebreo, el fenicio, el púnico y el arameo tienen el término «marzeaḥ» para designar la celebración litúrgica de un banquete en el que se hace un sacrificio en honor de una divinidad.
Los banquetes (simposia) hicieron surgir incluso un género literario, como demuestran, entre otros, El banquete de Platón y el de Jenofonte, y, mucho más tarde, las Charlas de mesa (Simposíaca) de Plutarco y el Banquete de los eruditos (Deipnosofistas) de Ateneo.
El equivalente del simposio griego en la sociedad romana es la palabra latina convivium. Para Catón el Viejo, el convivium (vida en común) reflejaba mejor unas intensas relaciones e interacciones sociales que el symposio griego (beber juntos), que solían desembocar en borracheras, sobre todo entre los jóvenes.

## Institución social
El simposio griego era una institución social helénica clave. Era un foro en el que las familias respetadas conversaban, debatían, conspiraban, o simplemente, se divertían con los demás.
La palabra «simposio» (en griego antiguo: συμπόσιον, sympósion), que traducimos por «banquete», significa propiamente «reunión de bebedores». Para entenderlo bien hay que saber que cualquier invitación o banquete de cofradía religiosa u otro tipo de asociación (tíaso) tenía dos partes:
- En primer lugar, se saciaba el hambre con la comida propiamente dicha.
- En segundo lugar, se procedía a la ingestión de bebidas, vino sobre todo, paralelamente a toda clase de distracciones en común y muy diversas, según los lugares y las épocas, como conversaciones, adivinanzas, audiciones musicales, espectáculos de danza, etc.

Pero en la primera parte no quedaba excluida la bebida, y tampoco todo alimento sólido en la segunda. A los invitados, si lo deseaban, se les servía vino; y después, durante el simposio propiamente dicho, para tener sed, picoteaban «postres» (tragēmata), como fruta fresca o seca, dulces, habas o garbanzos tostados, etc.
Tanto en Atenas como en las sisitias espartanas, se trataba siempre de comidas entre hombres, celebradas en el andrón. Las mujeres quedaban totalmente excluidas de estas reuniones sociales. Como compensación tenían banquetes reservados para ellas, por ejemplo, en Atenas, en las tesmoforias. En El banquete de Platón, Diotima, la extranjera de Mantinea, no figura como invitada. Sócrates se limita a contar lo que se le ha oído decir y, a pesar de esta ficción literaria, se trata seguramente de la exposición de sus propios pensamientos, e incluso de los del autor, Platón. En el siglo de Pericles, las mujeres no solían frecuentar los banquetes más que para servir a los hombres y para distraerlos, sobre todo en la segunda parte de la reunión, y se trataba de cortesanas (heteras), o bien de bailarinas o de músicas.
Los amigos o los miembros de un mismo grupo (hetería) decidían a veces reunirse en casa de unos y otros alternativamente, aportando la comida y la bebida entre todos. Pero casi siempre se celebraban los banquetes por invitación de alguien lo bastante rico como para correr con los gastos de la reunión.
Estas invitaciones podían ser bastante improvisadas. Se encontraba a unos amigos en el ágora y se los invitaba a cenar. También podía ocurrir que un invitado llevara a uno de sus amigos por propia iniciativa, sin que lo hubieran invitado. Los parásitos de los que tanto se burlaron los poetas cómicos, buscaban siempre un pretexto para comer y beber bien.
Solían comer tumbados, o más bien con las piernas extendidas, en un lecho, pero con el torso recto o ligeramente inclinado apoyado en cojines o almohadones, como se ve en tantas pinturas de vasos y bajorrelieves que representan escenas de banquetes.
El número y la colocación de estos lechos era muy variable. En un mismo lecho podían estar dos e incluso tres invitados. Como en la actualidad, había problemas de prelación y de etiqueta. Los lugares de honor eran los más próximos al anfitrión, que podía indicar personalmente a cada invitado el sitio que le correspondía, pero que no siempre lo hacía.
Las mesas, pequeñas, eran portátiles. Podía haber una por comensal o por lecho. Las había cuadradas o rectangulares, o redondas, con tres patas. Los esclavos colocaban en ellas los platos en raciones ya preparadas en cuencos o en fuentes.
En cuanto se instalaban los invitados, los criados les ofrecían el aguamanil y la jarra para que se lavaran las manos (quernips), práctica muy útil dado que luego comían con los dedos casi toda la comida.
La cena comenzaba a menudo con el propoma, cuyo nombre podríamos traducir por «aperitivo». Se trataba de una copa de vino aromatizado de la que se bebía por turno antes de empezar a comer.
No había servilletas, por lo cual se limpiaban con bolitas de miga de pan que luego tiraban con los huesos y demás desperdicios a los perros de la casa que circulaban por debajo de las mesas y los lechos.
Algunos invitados, a los que sólo se espera para el simposio propiamente dicho, podían llegar después de la cena.
Se empezaba a beber con las libaciones habituales en honor de los dioses, sobre todo de Dioniso, la «bondad divina» que ha dado el vino a los hombres. La libación consistía en beber una pequeña cantidad de vino puro y en rociar algunas gotas invocando el nombre del dios. Luego se cantaba un himno a Dioniso, y después se designaba, casi siempre al azar, con los dados, al «rey del banquete» (simposiarca) , cuya función principal consistía en fijar las proporciones de la mezcla del agua y el vino en la crátera y decidir cuántas copas debía vaciar cada invitado.
Se acostumbraba a beber por la salud de todos los asistentes. El que desobedecía al rey del banquete debía cumplir una especie de castigo, por ejemplo bailar desnudo o dar tres vueltas a la habitación llevando en brazos a la tañedora de aulós, cuya presencia era obligada.
A menudo los banquetes terminaban en medio de la embriaguez general, y las pinturas de los vasos muestran a mujeres que sostienen y llevan con dificultad a sus casas a los bebedores en estado lamentable.

## Entretenimientos

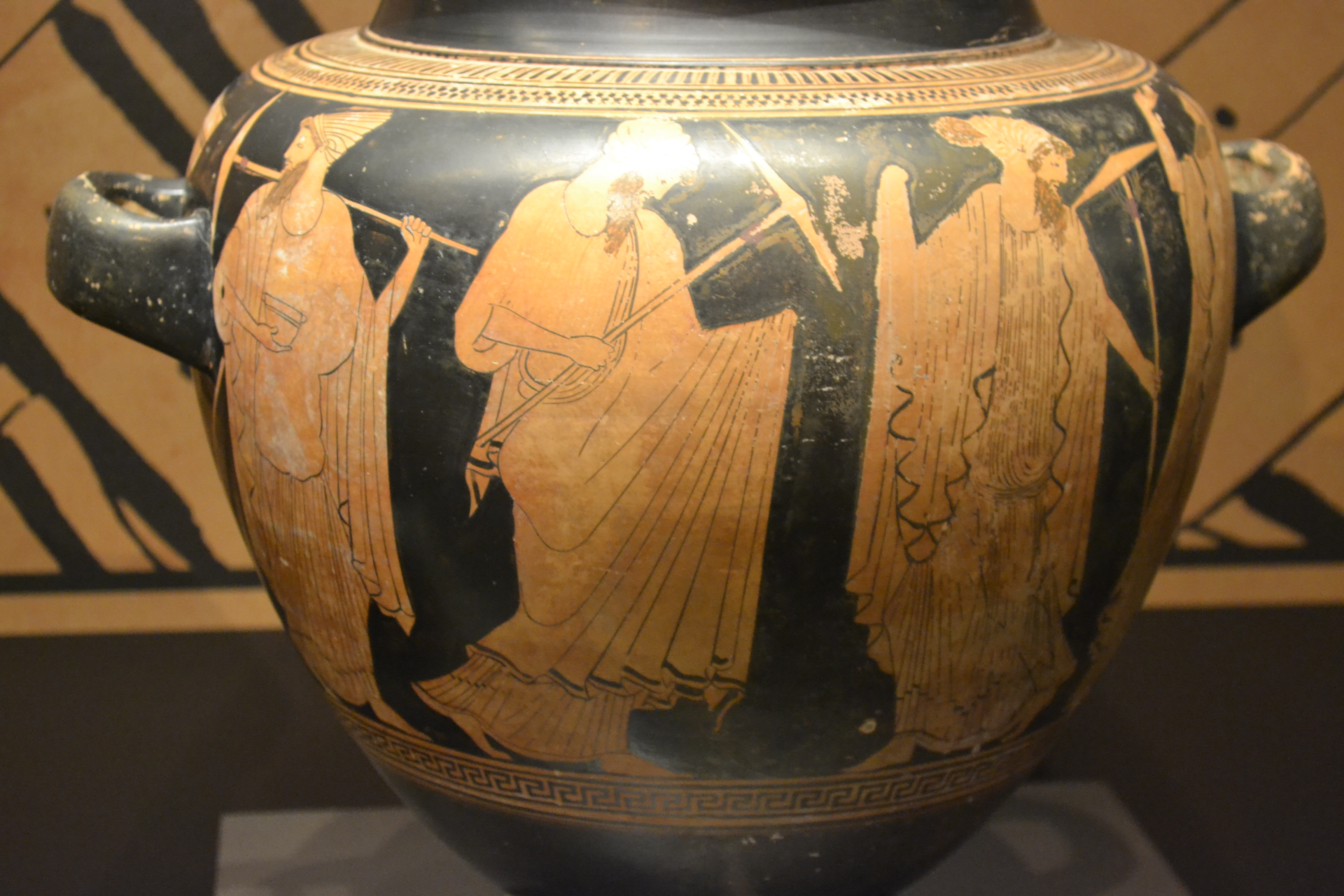
Escena pintada en un estamno: simposiastas travestidos. Museo Arqueológico Nacional de España.

El banquete de Jenofonte, aunque sea también una transposición literaria de la realidad, parece haber conservado con mayor fidelidad que el de Platón el carácter habitual de estas alegres reuniones de invitados. En él se ve incluso a Sócrates entonar una canción, y los griegos adultos hacían gala, sobre todo en los banquetes y en las fiestas religiosas de la familia y de la ciudad, de la educación musical recibida en su juventud.
En los banquetes en especial, el canto era la expresión natural de la alegría. La lira circulaba entre los invitados. A veces también, sosteniendo una rama de mirto o de laurel, cada uno recitaba algunos versos cuya cadencia sostenía el de al lado tocando la lira o el aulós. Todos intervenían, tanto los viejos como los jóvenes, y es muy grato ver en los vasos pintados a esos buenos burgueses calvos, a quienes la edad había engordado sin privarles de una sólida elegancia, refrescándose entre dos canciones.
Estos bebedores cultivados recitaban versos de Simónides de Ceos en honor de Crío, atleta de Egina, o «Bebe, bebe en este día feliz», o alguna poesía algo más elevada, como «¡No, no está muerto, nuestro querido Harmodio!». Podían ser los himnos de Cratino: «Doro, el de las sandalias de sicofanta», o «Artesanos de himnos sabios», o bien algún fragmento de Esquilo o de Eurípides, alguna estrofa de Alceo o de Safo. Poetas populares como Teognis, Anacreonte y Cidias también intervenían en estos recitales improvisados, que se prolongaban hasta bien avanzada la noche.
Los banquetes se podían amenizar con verdaderos números de variedades, como los del empresario siracusano Céfalo, pero para ello el anfitrión debía ser bastante rico como para contratar a un grupo de artistas. Los invitados se distraían casi siempre con pocos gastos, por sus propios medios. En ese caso, recurrían aparte de la música y las canciones, a las conversaciones libres (más parecidas quizás a la charla deshilvanada y sin orden ni concierto de El banquete de Jenofonte que a los discursos sabiamente ordenados sobre un mismo tema de la obra de Platón), tanto a adivinanzas como a enigmas, charadas y retratos, muy gratos a la inteligencia sutil y refinada de los atenienses, o bien juegos de habilidad, el más frecuente de los cuales parece haber sido el cótabo.